# Abuja Football Club
L'Abuja Football Club, noto semplicemente come Abuja, è una società calcistica nigeriana di Abuja. Milita nella National League, la seconda divisione del campionato nigeriano.

## Storia
La società nasce a Kano nel 1998 come Buffalo Football Club da Luc Lagouche, insegnante francese presso la Scuola francese di Kano dal settembre 1995 al giugno 2003. Egli intendeva "utilizzare lo sport come fattore di integrazione sociale e responsabilità personale". Dopo tre anni la squadra raggiunse il livello professionistico. 
Nel 2006 il club sposta la sede nella capitale Abuja, viene ridenominato Abuja Football Clube e ottiene la sponsorizzazione della Commissione crimini economici e finanziari. Quinta classificata nella sua divisione nel 2006-2007, vince la Coppa dei territori federali della capitale. Nel 2007-2008, grazie al secondo posto nella Division 1A, guadagna la promozione nella  Professional Football League, la massima divisione del campionato nigeriano. Nel 2008-2009 disputa le partite casalinghe a Kano e Minna, dato che l'Old Pirade Ground di Abuja non rispetta gli standard richiesti dalla massima serie. Un crollo di rendimento nel girone di ritorno fa passare la squadra dal tredicesimo ai bassifondi della classifica, con la retrocessione che avviene a due giornate dalla fine del campionato. 
Dopo quattro anni in seconda divisione, nel 2013-2014 la squadra retrocede nella Nationwide League. Nel 2015-2016 viene promosso in seconda divisione.